# Suryavanshi
Suryavanshi (Hindi; Bedeutung: so heißt jemand der zur Surya (Sonne) Gemeinde gehört) ist ein Bollywood-Film, der in Indien 1992 erschienen ist.

## Handlung
Vicky (Salman Khan) und Sonia (Sheeba) mögen einander und heiraten auf Wunsch ihrer Eltern. Zusammen mit ihrer Familie fahren sie in den Urlaub in ein Dorf. Dort finden sie heraus, dass in dem Ort der Geist einer toten Prinzessin (Amrita Singh) spukt. Merkwürdige Dinge geschehen und sie haben fürchterliche Angst. Sie beschließen den Ort zu verlassen, aber das Wesen will sie nicht gehen lassen und verhängt einen Zauber, der sie darin hindert zu fliehen. Zu seinem Entsetzen erfährt Vicky, dass er genauso aussieht, wie der Liebhaber der Prinzessin, der unter tragischen Umständen ums Leben kam.